# آمین (فیلم ۲۰۱۱)
آمین (کره‌ای: 아멘) فیلم درام کره جنوبی محصول ۲۰۱۱ به نویسندگی و کارگردانی کیم کی دوک است. این فیلم در اروپا فیلمبرداری شده است.

## جوایز
| سال  | جشنواره                        | بخش         | نامزدی     | نتیجه    | جایزه     |
| ---- | ------------------------------ | ----------- | ---------- | -------- | --------- |
| ۲۰۱۱ | جشنواره فیلم سن‌سباستین اسپانیا | بهترین فیلم | کیم کی دوک | نامزدشده | صدف طلایی |